# Stictomela opulenta
Stictomela opulenta là một loài bọ cánh cứng trong họ Endomychidae. Loài này được Gorham miêu tả khoa học năm 1886.